# Como ama una mujer
Albums de Jennifer Lopez
Rebirth Brave
Singles
1. Qué hiciste
Sortie : 20 janvier 2007
2. Me maces falta
Sortie : 14 maio 2007

Como ama una mujer est le cinquième album studio de la chanteuse Jennifer Lopez, son premier album studio espagnol, sorti le 23 mars 2007. Il s'est vendu à 577 500 exemplaires en date du 3 juin 2007 et est estimé depuis à plus d'un million d'exemplaires à travers le monde.
Jennifer Lopez a attendu plusieurs années pour convaincre sa maison de disques de la laisser enregistrer ce premier album entièrement en espagnol. Aux États-Unis, les radios commerciales ne sont pas très ouvertes à la musique interprétée en espagnol. Par ailleurs, elle abandonne non seulement la langue anglaise mais aussi les styles R'n'B et dance pour de la pop (surtout des ballades). Ses paroles sont également plus matures sur cet album.
Elle a pu réaliser ce rêve grâce à son mari, le chanteur Marc Anthony, qui a produit le disque. Les producteurs et arrangeurs compositeurs colombiens Estefano et Julio Reyes, qui travaillent pour toute la scène latino pop, se sont chargés des mélodies.
Jennifer a commencé les enregistrements en 2004 et ils se sont achevés à l'été 2006.
On notera la participation de l'Orchestre symphonique de Londres sur 4 titres de l'album (dont Adiós et Como ama una mujer) ; ils ont travaillé sous la direction de Julio Reyes.
Des musiciens de Fito Páez ont également participé à certains titres dont le single Qué hiciste.
La photo de la pochette (un portrait de Jennifer Lopez, maquillée, buste nu, yeux fermés, cheveux attachés et lissés et portant un luxueux bracelet) est signée Markus Klinko et Indrani. Les séances photo ont eu lieu les 4 et 5 septembre 2006 à New York.
Initialement le titre éponyme Como ama una mujer aurait dû être le premier single mais finalement Qué hiciste a été choisi.
L'album a été no 1 des ventes d'albums au hit-parade américain (le Billboard) dans la catégorie musique latine et no 10 au classement général (Top 200 Album chart), ce qui est très rare pour un album en espagnol (seuls Shakira, Maná, Don Omar et Selena sont parvenus à ce stade).
L'album est également no 1 en Suisse et en Grèce, no 2 en Italie et no 4 en Allemagne.

## Liste des titres
| no  | Titre                                | Auteur(s)/Compositeur(s)                 | Durée |
| --- | ------------------------------------ | ---------------------------------------- | ----- |
| 1.  | Qué hiciste                          | Jimena Romero, Julio Reyes, Marc Anthony | 4:57  |
| 2.  | Me haces falta                       | Estéfano, Marc Anthony, Thalía Sodi      | 3:37  |
| 3.  | Como ama una mujer                   | Estéfano, Julio Reyes                    | 6:01  |
| 4.  | Te voy a querer                      | Estéfano, Pilar Quiroga, Jimmy Paredes   | 4:40  |
| 5.  | Por qué te marchas                   | Estéfano, Marc Anthony                   | 4:33  |
| 6.  | Por arriesgarnos (avec Marc Anthony) | Estéfano, Julio Reyes                    | 3:31  |
| 7.  | Tú                                   | Estéfano, Marc Anthony, Julio Reyes      | 4:10  |
| 8.  | Amarte es todo                       | Estéfano, Julio Reyes                    | 4:00  |
| 9.  | Apresúrate                           | Estéfano, José Luis Pagan, Marc Anthony  | 5:02  |
| 10. | Sola                                 | Estéfano, Julio Reyes                    | 5:17  |
| 11. | Adiós                                | Estéfano, Julio Reyes                    | 4:09  |
| 12. | Quien será (titre bonus)             | Pablo Beltrán                            | 3:51  |